# 阿斯莫前站
阿斯莫前站（日语：／ Asumomae eki */?）是位於日本靜岡縣湖西市岡崎52番3號，天龍濱名湖鐵道的天龍濱名湖線車站。
車站名稱取自車站鄰接當地汽車設備製造商阿斯莫株式會社總部。阿斯莫在2018年4月1日併入至母公司電裝。由於成本問題，此站沒有隨之改名。

## 歷史
- 1987年（昭和62年）3月15日：天龍濱名湖鐵道開業，此站同時啟用。

## 車站構造
車站是一座地面車站，設有1面1線的單式月台。
此站是無人車站。
在車站出入口對出設有電裝湖西製作所，進入時必需展示職員証。

## 使用狀況
以下為近年1日平均乘車人次
| 乘車人次變化 | 乘車人次變化      |
| 年度         | 一日平均 乘車人次 |
| ------------ | ----------------- |
| 2007         | 31                |
| 2008         | 31                |
| 2009         | 31                |
| 2010         | 33                |
| 2011         | 21                |
| 2012         | 12                |
| 2013         | 20                |
| 2014         | 17                |
| 2015         | 19                |
| 2016         | 21                |
| 2017         | 25                |
| 2018         | 29                |

## 車站周邊
- 電裝湖西製作所（舊・阿斯莫株式會社總部）

## 相鄰車站
天龍濱名湖鐵道
天龍濱名湖線
大森－阿斯莫前－新所原

## 注腳
1. ↑  . 株式会社デンソー. 2017-12-04  [2018-04-01]. （原始内容存档于2019-01-12） （日语）.
2. ↑  . 中日新聞(CHUNICHI Web). 2018-03-04  [2018-03-22]. （原始内容存档于2019-10-26） （日语）.
3. ↑  掛川市統計書

## 外部連結
- 阿斯莫前站 （页面存档备份，存于）（日語） - 天龍濱名湖鐵道株式會社